# La gente de la Universal
La gente de La Universal és una pel·lícula colombiano-espanyola estrenada en 1993 i dirigida per Felipe Aljure, protagonitzada per Álvaro Rodríguez, Jennifer Steffens, Robinson Diaz, Ani Aristizábal i els actors espanyols Ramón Aguirre, Aizpea Goenaga i Juana Mendiola. En el repartiment també hi ha petites participacions d'altres reconeguts actors colombians com Pepe Sánchez, Maguso, Álvaro Bayona, Daniel Rocha, Fernando Arévalo i Carlos Hurtado.
Opera prima d'Aljure, la cinta ha guanyat un gran reconeixement amb el pas del temps pel seu humor negre i per desenvolupar-se en la part cèntrica de Bogotà, mostrant com era la ciutat a principis dels anys 1990, abans dels canvis que ha tingut aquesta zona en l'última dècada com a part de diversos projectes de renovació urbana.

## Argument
Aquesta és una comèdia d'humor negre que transcorre en una selva urbana on cadascú ha de vetllar per la seva pròpia supervivència. Ningú no és dolent, però tots actuen en el seu propi benefici i sense mesurar si els seus actes perjudiquen els altres. L'exsargent Diògenes Hernández (Álvaro Rodríguez) és amo de "La Universal", una precària agència de detectius privats en el centre de Bogotà, que té com a seu el mateix apartament en el qual ell i la seva esposa Fabiola (Jennifer Stephens) habiten. El seu nebot, Clemente Fernández (Robinson Diaz), qui treballa a l'agència, manté un afer amb Fabiola, sense pretendre ferir els sentiments del seu oncle, però impulsat per la necessitat de mitigar el seu buit d'home urbà i anònim.
La vida de l'agència canvia quan Gastón Arzuaga (Ramon Agirre), un mafiós espanyol contracta a Diògenes per a vigilar al seu amant Margarita (Ani Aristizabal) que és una actriu pornogràfica, mentre ell està a la presó, acusat de l'assassinat de l'amant de Margarita. Enmig de la vigilància, Diògenes s'adona que la seva dona i el seu nebot són amants, per la qual cosa per a venjar-se, decideix fer passar a Clemente com el misteriós amant de l'actriu, recbent així, una pallissa que gairebé el mata. Diògenes i Margarita s'involucren sexualment i enmig d'una tarda apassionada, són assassinats per ordre d'Arzuaga, qui es queda sense diners i a la presó. Quan la seva dona i la seva sogra descobreixen els veritables motius de la seva condemna, viatgen a Espanya abandonant-lo.

## Premis
| Any  | País         | Festival                                                             | Premi                                                |
| ---- | ------------ | -------------------------------------------------------------------- | ---------------------------------------------------- |
| 1991 | Cuba         | 13è Festival Internacional del Nou Cinema Llatinoamericà de l'Havana | Coral al Millor Guió Inèdit                          |
| 1994 | Colòmbia     | 11è Festival de Cinema de Bogotà                                     | Cercle Precolombí de Bronze a Millor Pel·lícula      |
| 1994 | Estats Units | Festival de Cinema Llatinoamericà Our Essence (La nostra essència)   | Millor Actor a Álvaro Rodríguez Millor Guió Original |
| 1994 | Uruguai      | Festival Internacional de Cinema de l'Uruguai                        | Esment Especial del Jurat                            |